# Ousmane Seck
Pour les articles homonymes, voir Seck.
Ousmane Seck, né le 28 mai 1938 à Rufisque et mort le 28 janvier 2018 à Dakar, est un homme politique sénégalais qui fut ministre des Finances dans le gouvernement d'Abdou Diouf, puis dans le premier gouvernement de Habib Thiam.